# 洪嘉勵
洪嘉勵（1980年5月1日—），臺灣廣播製作人、主持人、配音員、作家、詩人、影評人、藝術導覽員。2013年以廣播節目《時光徒步區》入圍第48屆廣播金鐘獎綜合節目獎。2014年 以《少年大法師》獲得第49屆廣播金鐘獎少年節目獎。

## 生平
洪嘉勵於台北出生、台中成長，近期多在北部活動。畢業於台中女中、世新大學，曾任廣電社團指導老師、聲音潛能訓練師（口語表達、聲音表情訓練）、文教機構行政秘書及管理者、總統府音樂會現場實況轉播主持人、兒童音樂會及婚禮主持人。廣播經歷已超過14年，現為國立教育廣播電臺製作人、主持人。曾經是羅懿芬成立的貓國成員之一、暱稱「惡魔水果糖貓」。2013年華山藝術生活節專業導覽員。

## 廣播作品
- 《時光下午茶》：自2014年迄今。國立教育電台。
- 《時光徒步區》：自2001年迄今，節目內容包括音樂、藝文、歷史、電影、笑話、說書、詩歌、回憶與好朋友等。2012、2013年與台北詩歌節合作播出《聲音詩競賽》。國立教育電台。
- 《青春爆炸糖》：實用青少年節目。
- 《少年大法師》：青少年法律節目獲103年第49屆廣播金鐘獎。
- 《歷史名人堂》：歷史普及節目。
- 《為台灣文學朗讀》：中華文化總會、文訊雜誌社(2013、2014年)、聯經出版社(2015年)、國立教育廣播電臺聯合製播，國立教育電台。
- 《特別的愛》：特殊教育節目。國立教育電台，2002-2003年。
- 《時光音樂河》：音樂藝文性質，為大人說故事的節目。國立教育電台，2002-2003年。
- 《為我你歌唱》：吳靜嫻指定代班主持。國立教育電台。

## 文學作品
2015.2.14出版詩集《出詩婊》。2016.2.出版聲音詩集《ㄅ一 ㄐㄧˊ著色本─前導CD》。新作散見鴻鴻主編《衛生紙詩刊》

## 榮譽
- 2013年 以《時光徒步區》入圍第48屆廣播金鐘獎綜合節目獎
- 2014年 以《少年大法師》獲得第49屆廣播金鐘獎少年節目獎

## 外部連結
- 教育電台【時光徒步區】DJ嘉勵寶
- 嘉勵‧賈文卿-出詩婊、左派公主
- FB 時光嘉勵 （页面存档备份，存于）